# Vurmat, Selnica ob Dravi
Vurmat je naselje v Občini Selnica ob Dravi.